# Yūki Ono
Yūki Ono  (小野 友樹, Ono Yūki), né le 22 juin 1984 dans la Préfecture de Shizuoka, est un chanteur japonais et un doubleur dans le monde des animés et des jeux vidéo.

## Rôles

### Séries d’animation
2007
- Da Capo II : Démarreur
- Gintama : Shigeshige Tokugawa
- Myself ; Yourself : Président du conseil étudiant
- Saint October : Joshua
- Toward the Terra : Dr Noll D

2008
- Itazura na Kiss : Watanabe
- Yu-Gi-Oh! 5D's : Kyosuke Kiryu

2009
- Sawako : Kazuichi "Pin" Arai

2010
- Fairy Tail : Jason
- Maid Sama! : Shou
- Princess Jellyfish : Subordonné d'Inari
- SD Gundam Sangokuden Brave Battle Warriors : Chou-un Gundam (Zhao Yun)
- And Yet the Town Moves : Ayumu Arashiyama (en)

2011
- Baka to Test to Shoukanjuu : Shunpei Natsukawa
- Kimi to Boku : Kaname Tsukahara
- Sawako: Saison 2 : Kazuichi "Pin" Arai
- Steins;Gate :

2012
- Binbō-gami ga! : Urashimanoko Mizunoe
- Daily Lives of High School Boys : Toshiyuki Karasawa
- Dog Days : Emilio Alcide, Jan Gazzoni
- Kimi to Boku: Saison 2 : Kaname Tsukahara
- Kokoro Connect : Shingo Watase
- Kuroko's Basket : Taiga Kagami
- Médaka Box : Zenkichi Hitoyoshi
- Tari Tari : Tôru Hamada (épisode 11-12)
- Tokumei Sentai Go-Busters : Paraboloïde 2 (épisode 40)
- Tonari no Kaibutsu-kun : Nagoya, Tomio

2013
- Twin Star Exorcists : Kamui
- Ace of Diamond : Jun Isashiki
- Arata (manga) (The Legend): Kannagi
- Da Capo III : Kiyotaka Yoshino
- Devil Survivor 2: The Animation (en) : Berserker
- Gargantia on the Verdurous Planet : Kugel
- Gingitsune (en) : Taisuke Kinugawa
- Hataraku Maou-sama! : Shirō Ashiya
- Kuroko's Basket: Saison 2 : Taiga Kagami
- Makai Ouji: Devils and Realist : Mycroft Swallow
- Silver Spoon : Shinichirō Inada
- Strike the Blood : Dimitrie Vatler
- Unbreakable Machine-Doll : Magnus
- Valvrave the Liberator : Kyuma Inuzuka
- Yozakura Quartet ~Hana no Uta~ : Eiji Shinozuka

2014
- Hamatora : Moral
- Nanana's Buried Treasure: Jūgo Yama

2016
- Servamp: Sendagaya Tetsu
- Battery : Takumi Harada/Shūgo Kadowaki
- JoJo's Bizarre Adventure: Diamond is Unbreakable : Josuke Higashikata

2017
- Granblue Fantasy The Animation : Gran

2018
- Saiki Kusuo no Ψ nan 2:

Sugawara
- [[Yûna de la pension

Yuragi|Yuragi-sō no Yūna-san]] : Kogarashi Fuyuzora
- Dakaretai Otoko : Azumaya Junta
- Yarichin Bitch Club  : Yui Tamura

2020
- The Titan's Bride : Caius Lao Bistail
- Beastars : Louis
- Assassins Pride : Kûfa Vampir
- Moriarty the Patriot : Dr.John Watson

2022
- Bleach: Thousand-Year Blood War : Bazz-B

2024
- No Longer Rangers : Kai Shion

### OAV
- Baka to Test to Shoukanjuu : Shunpei Natsukawa